# Aleksandr Yeryshov
Aleksandr Anatolyevich Yeryshov (Tuapse, 17 de janeiro de 1973) é um jogador de polo aquático russo, medalhista olímpico.

## Carreira
Aleksandr Yeryshov fez parte do elenco medalha de prata de Sydney 2000, e bronze em Atenas 2004.